# Мали Бечкерек
Мали Бечкерек (рум. Becicherecu Mic) је село и општина, која припада округу Тимиш у Републици Румунији. Насеље је значајно по присутној српској националној мањини у Румунији.

## Положај насеља
Село Мали Бечкерек се налази у источном, румунском Банату, на 15 километара северозападно од Темишвара. Сеоски атар је у равничарском делу Баната.

## Историја
По "Румунској енциклопедији" Мали Бечкерек је средњовековно место, које се помиње први пут у католичким списима 1232. године. Царски ревизор Ерлер је 1774. године констатовао да је место Мали Бечкерек, у Сентандрашком округу, претежно насељено Србима и да има поштанску станицу - камбијатуру. Парохијско звање у месту је основано 1779. године од када се воде и матичне књиге. Када је 1797. године пописан православни клир у месту су била два свештеника. Пароси, поп Павле Надашки (рукоп. 1788) и поп Петар Радосављевић (1793) служили су се српским и румунским језиком.
По подацима из митрополијског пописа од 1865. године у селу са парохијом прве класе је било 1152 српских душа. Румуни се не помињу.
Године 1905. Мали Бечкерек је велика општина, у Темишварском срезу. Ту живи 3738 становника у 681 дому. Немци доминирају, а Срба има 612 православних душа (или 16%) са 124 куће. Од српских јавних здања ту су православна црква и народна школа. у насељу функционишу ПТТ комуникације.

## Црква и школа
Православни храм у месту је први пут опширније описан 1815. године, као дрвена грађевина ојачана циглом, са дрвеним темплом које осликано вероватно 1773. године. Црква православна посвећена празнику Летњем Св. Николи сазидана је 1823. године.
У цркви малобечкеречкој служио је као парох, Димитрије Цикиндеал (1775-1818), између 1805-1813. године. Прво је био 1794. године учитељ у Белинцу, па Немету а од 1802. године био бечкеречки учитељ. Он је похађао српску школу у Малом Бечкереку па је добро научио српски језик. Његов отац Захарије био је дугогодишњи месни парох. Димитрије је једно време радио као предавач у Арадској препарандији, па постао инспектор и директор румунских школа у Араду. Бавио се књижевношћу и превео је са српског на дако-румунски језик и објавио три књиге Доситеја Обрадовића, између 1802-1814. године.
Црква посвећена празнику Св. Николи подигнута је 1823. године. Парохија је 1846. године имала 1287 православних становника, а свештеници су били Атанасије Надашки и Прокопије Митић. По царском рескрипту 1868. године извршена је редукција броја парохија, у месту оста једна српска. Резбарио је иконостас 1853. године Михаил Јанић из Арада, а сликарски посао дат 1861. године Николи Алексићу, којем је помагао и син Душан. Позлатарски посао извео је стручњак Василије Шепецан.
Претплатнике једне књиге Вука Караџића 1870. године је парох Тана Надашки. Он је парох и касније, и помиње се 1892. године. Из јерахијског фонда добија крајем 19. века као сиромашна општина Мали Бечкерек годишње 100 ф. Крајем 1891. године у Малом Бечкереку има једна неподељена парохија, са једном црквом и једним свештеником. Има 913 Срба који живе у 171 кући, као и 241 Румун. За администратора парохије постављен је 1891. године јеромонах Амфилохије Михаиловић из манастира Св. Ђурђа.
Покренута судска имовинска парница са Румунима је 1900. године још била у току, и то је била последња не подељена општина. Румуни су имали развијену стратегију да преотму Србима имовину, на који често нису имали права. Развијали су бројне новчане заводе и удруженим снагама су скупљали тако капитал за акцију. Већ на почетку деоба, правили су нове храмове и школе без муке. Нису само издржавали своје свештенике и учитеље, неко су вршили активну пропаганду и у другим местима, где је парница отпочела или где ће тек то бити. Тражили су свуда било какви правни основ, а затим новцем решавали исход. Срби су у мешаним срединама тада пропадали, живећи под великим притиском у оскудици и имовинској блокади. Епархија је преко својих изасланика деловала у Малом Бечкереку, покушавајући да спрече да Срби и Румуни уђу у поделу, али није било ефекта. Румуни су добили намиру у новцу и направили су себи ново здање 1909. године. Млади свештеник поп Светозар Јеврић постављен је 1897. године за администратора парохије, уместо покојног попе Јакшића. Године 1905. у месту је српска црквена општина, скупштина је редовна, а под председништвом Пере Ђуричиног. Храм је тада био у добром стању, порта ограђена и уређена, а постојало је и српско православно гробље. Православна парохија је најниже шесте платежне класе, има парохијски дом и парохијску сесију од 30 кј. земље. Парох је тада поп Слободан Костић као администратор, родом из Бачфелдварца. Закхеј Иванов је био парох малобечкеречки 1907. године. Између два светска рата постојало је "Малобечкеречко црквено певачко друштво" (1935).
Као претплатник једне српске књиге јавља се 1844. године Стефан Ракић филозоф и богослов из Малог Бечкерека.
По државном попису православног клира Угарске, у месту је 1846. године било 43 ученика са којима је радио учитељ Грегорије Ракић. Учитељ у месту и претплатник једне педагошке књиге био је 1860. године Коста Казер. Исте 1860. године учитељ Константин узима још пет егземплара књиге о пчеларству. Бечкеречка школа је 1867. године била српско-румунска, а учитељ морао је знати оба језика, и добијао 148 ф. основну плату и три ланца земље, 10 хвати огревног дрвета и слободан стан. Општина је након поделе са Румунима постала сиромашна, тако да учитељска плата не прелази 300 ф. годишње. Постављен је за новог учитеља у месту Владимир Павловић. "Српски учитељ" Павловић је 1872. године купио Вуков немачко-српски речник, издат у Бечу. Учитељ Ђура Надашки је умро у 70-ој години 1897. у својем Малом Бечкереку. Завршио је 1848. године потпуну велику гимназију у Дебрецину. Сомборску препарандију је накнадно али  редовно завршио 1855. године, и затим непрекидно 42 године радио само у Малом Бечкереку. Тада почиње нередовно стање са много приправника који се често смењују. Оглас за посао учитеља са повишеном платом дат је 1901. године. Године 1902. у Малом Бечкереку је била петоразредна школа и тражен је конкурсом нови учитељ. Поред плате у износу 384 круне, огрева, стана и других погодности нуђене су му и две баште са засађеном виновом лозом и воћем. Школски управитељ је Милан Теодор а старатељ школски Ника Панин. Школска зграда у Малом Бечкереку, 1905. године није била грађена по пропису. То је једно школско здање тек подигнуто 1905. године. Учитељица је тада већ била Анђелија Остојић. Од 1908. године стални учитељ је био Милан Вујковић. Учитељско тело чини 1907. године на српској вероисповедној школи једино Јелена Марцикић учитељица, родом из Немачке Паланке, а њу је исте године заменио колега Мита Марковић. Редовну наставу тада прати 59 ђака, а у пофторну школу иде њих 28 ученика старијег узраста. Године 1908. године постављен је за рад у месној школи привремена учитељица Љубица Петковић. Пред Први светски рат учитељ у месној српској школи био је Јосиф Лаковић.
Српска земљорадничка задруга је постојала 1905. године у Малом Бечкереку. Њен капитал је износио 4791 к, а водили су је: председник Душан Милин и пословођа Милко Брашован.

## Становништво
Средином 19. века број Срба је био у опадању. По митрополијском извештају у месту је 1847. године било 1287 Срба, а 1867. године, 1152 становника. По последњем попису из 2002. године село Мали Бечкерек имало је 2.417 становника. Последњих деценија број становништва опада.
Село је одувек било вишенародно, али су Срби и друге мањине у селу данас осетно малобројнији после више колонизација румунског и ромског становништва. Национални састав на појединим пописима био је следећи:
| Година пописа | 1910. год.    | 1992. год.    | 2002. год.    |
| Укупно ст.    | 3.666         | 2.316         | 2.417         |
| Срби          | 546 (14,9%)   | 125 (5,4%)    | 63 (2,6%)     |
| Румуни        | 421 (11,5%)   | 1.913 (82,6%) | 2.062 (85,3%) |
| Немци         | 2.531 (69,0%) | 94 (4,1%)     | 48 (2,0%)     |
| остали        | 168 (4,6%)    | 184 (7,9%)    | 206 (8,5%)    |